# Демократический альянс (ЮАР)
Демократи́ческий алья́нс (англ. Democratic Alliance) — либеральная южно-африканская партия. Официальная оппозиция Африканскому национальному конгрессу. Сформировалась в 2000 году, когда Демократическая партия вошла в недолгий альянс с Новой национальной партией, через год покинувшей его.
Ранее Демократический альянс воспринимался как «партия белых». С 2015 года лидером партии был Ммуси Маймане, которому удалось привлечь к партии большое число черных избирателей. По итогам муниципальных выборов 2016 года партия существенно укрепила своё положение, совершив электоральный прорыв в больших городах и набрав 24,57 % голосов. Демократический альянс победил в большинстве муниципальных районов Западно-Капской провинции, включая Кейптаун, заняв 154 места в городском совете, впервые победил в Нельсон-Мандела-Бэй, получив 57 мест, одержал победу в Претории, где он получил 93 места в городском совете. Кроме того, партия получила 104 места в совете Йоханнесбурга, жители которого традиционно голосовали за АНК. Хотя АНК и получил 121 место в городском совете, Демократический альянс в коалиции с другими оппозиционными партиями получил большинство.
На парламентских выборах 2019 года «Демократический альянс» набрал 20,76 % голосов, уступив правящей партии партия «Африканский национальный конгресс», которая одержала победу с 57,51 % голосов. При этом по итогам голосования за границей «Демократический альянс» уверенно лидировал, получив поддержку 74,45 % южноафриканцев, проживающих за рубежом.
После неудачи партии на выборах её лидер вновь сменился, им стал Джон Стенхёйзен сначала как и. о. председателя, а в ноябре 2020 г. он был избран председателем партии.